# LATAM Airlines Argentina
LATAM Airlines Argentina, früher LAN Argentina, war eine argentinische Fluggesellschaft mit Sitz in Buenos Aires. Sie war eine Tochtergesellschaft der LATAM Airlines Group, die 2012 aus der Fusion der chilenischen Fluggesellschaft LAN Airlines mit der brasilianischen TAM Linhas Aéreas entstand.

## Geschichte
Vor der Übernahme durch die chilenische LAN Airlines im Jahr 2005 nannte sich die Fluggesellschaft Aero 2000. Der Passagier- und Frachtbetrieb der LAN Argentina startete im Juni 2005 mit Flügen innerhalb Argentiniens und einer internationalen Verbindung nach Miami. Am 1. April 2007 wurde LAN Argentina, durch LAN Airlines, angeschlossenes Mitglied der Luftfahrtallianz Oneworld Alliance. Die Gesellschaft befand sich zu 70 % im Besitz der LAN Airlines und zu 30 % von argentinischen Investoren. Im Jahr 2020 wurde sie aufgelöst, nachdem sie am 17. Juni 2020 den Betrieb endgültig eingestellt hatte.

## Flugziele
Zuletzt bediente LATAM Airlines Argentina von Buenos Aires nationale Ziele wie: Córdoba, Mendoza, Iguazú, Bariloche, Comodoro Rivadavia, Río Gallegos, El Calafate und Ushuaia. International flog die Gesellschaft täglich nach Miami, USA und von Montag bis Sonnabend nach São Paulo, Brasilien.

## Flotte
Mit Stand März 2020 bestand die Flotte der LATAM Airlines Argentina aus 13 Flugzeugen mit einem Durchschnittsalter von 16,9 Jahren:
| Flugzeugtyp     | Anzahl | bestellt | Anmerkungen                       | Sitzplätze |
| --------------- | ------ | -------- | --------------------------------- | ---------- |
| Airbus A320-200 | 13     | –        | LV-BFO in Oneworld-Sonderbemalung | 168        |
| Gesamt          | 13     | –        |                                   |            |

Die Boeing 767 waren am Flughafen Ezeiza stationiert und führten die internationalen Flüge durch, während die Airbus A320 am Aeroparque Jorge Newbery stationiert waren.